# SNAP-94847
SNAP-94847 je lek koji se koristi u naučnim istraživanjima. On je selektivni nepeptidni antagonist melanin-koncentrirajućeg hormonskog receptora . U životinjskim studijama je pokazano da proizvodi anksiolitičke i antidepresivne efekte. On isto tako redukuje unos hrane, tako da on potencijalno ima i anoreksno dejstvo.

## Spoljašnje veze
|  | Molimo Vas, obratite pažnju na važno upozorenje u vezi sa temama iz oblasti medicine (zdravlja). |